# Françoise Sivignon
Pour les articles homonymes, voir Sivignon (homonymie).
Françoise Sivignon est un médecin français, née le 27 mai 1956 à Neuilly-sur-Seine. Membre du Conseil Economique Social et Environnemental CESE depuis Mai 2021. Elue Vice-Présidente de Reporters Sans Frontières en Juillet 2020 . Présidente de Médecins du monde, élue le 30 mai 2015 à la suite de l'assemblée générale annuelle de l'association, elle est la deuxième femme présidente de l'association. Radiologue de profession, elle a commencé sa militance en 1985 auprès des associations de lutte contre le sida avant de rejoindre Médecins du Monde en 2002. Elle a été présidente de la branche hollandaise de Médecins du Monde, Dokters van de Wereld entre 2005 et 2008 et vice-présidente du bureau parisien de 2012 à 2015,.
En 2000, elle s'est engagée au début de sa carrière humanitaire en faveur de l'accès universel aux soins pour les usagers de drogues injectables et les travailleurs du sexe au Myanmar. Puis elle a mené des actions en faveur des exilés en France et dans le monde, portant également les combats de Médecins du Monde sur les questions d'accès aux soins et aux droits pour tous. Elle a soutenu le développement du Réseau International de Médecins du Monde ainsi que le mécanisme du "Grand Bargain" permettant de partager les responsabilités et les financements dédiés à l'action humanitaire avec les organisations locales des pays d'intervention.   